# Plenilunio
Pour plus de détails, voir Fiche technique et Distribution.
Plenilunio est un film espagnol réalisé par Imanol Uribe, sorti en 1999.

## Synopsis
Un inspecteur enquête sur le meurtre d'une jeune fille dans la forêt et entame une relation amoureuse avec son institutrice.

## Fiche technique
- Titre : Plenilunio
- Réalisation : Imanol Uribe
- Scénario : Elvira Lindo d'après le roman de Antonio Muñoz Molina
- Musique : Antonio Meliveo
- Photographie : Gonzalo F. Berridi
- Montage : Teresa Font
- Production : Andrés Santana
- Société de production : Aiete-Ariane Films, Canal+ España, Sogecine, Studiocanal et Televisión Española
- Pays :  Espagne et  France
- Genre : drame et thriller
- Durée : 119 minutes
- Dates de sortie : 
  -  France : août 1999 (B-Movie Film Festival)
  -  Espagne : 29 septembre 2000

## Distribution
- Miguel Ángel Solá : l'inspecteur
- Adriana Ozores : Susana Grey
- Juan Diego Botto : l'assassin
- Fernando Fernán Gómez : le père d'Orduña
- Charo López : Carmen
- Chete Lera : Ferreras
- María Galiana : la femme en deuil
- Noelia Ortega : Paula
- Chiqui Fernández : la mère de Fátima
- Manuel Morón : le père de Paula
- Trinidad Rugero : la mère de l'assassin
- Félix Cubero : le père de Fátima
- Alfonso Vallejo : Molina
- Anartz Zuazua : Jon Vergara
- Antonio Muñoz Molina : Bedel
- Lorena Rosado : Fátima

## Distinctions
Le film a été nommé pour cinq prix Goya.